# 淺茅湾
淺茅湾（日语：浅茅湾/あそうわん）也稱淺海灣（日语：浅海湾）是位於日本長崎對馬島的上島和下島之間的溺灣，它構成了壹岐對馬國定公園的一部分。這裡的水產養殖業特產為珍珠和日本鰤魚。